# Tigre de Tippu

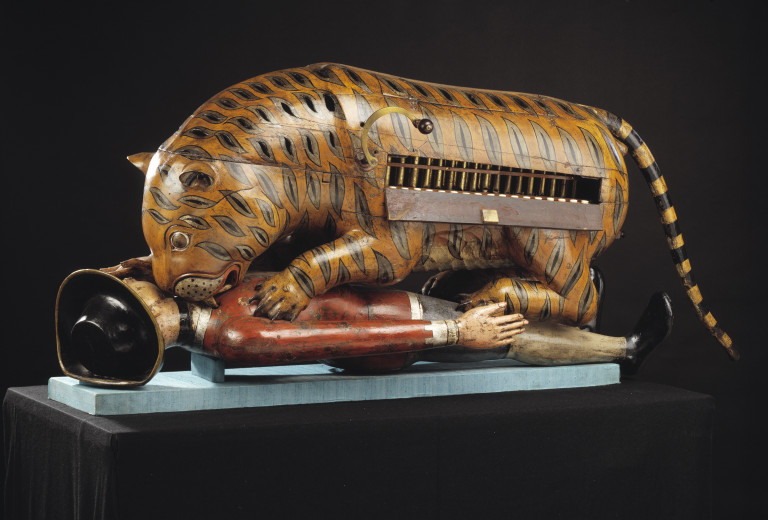
Le tigre de Tippu.

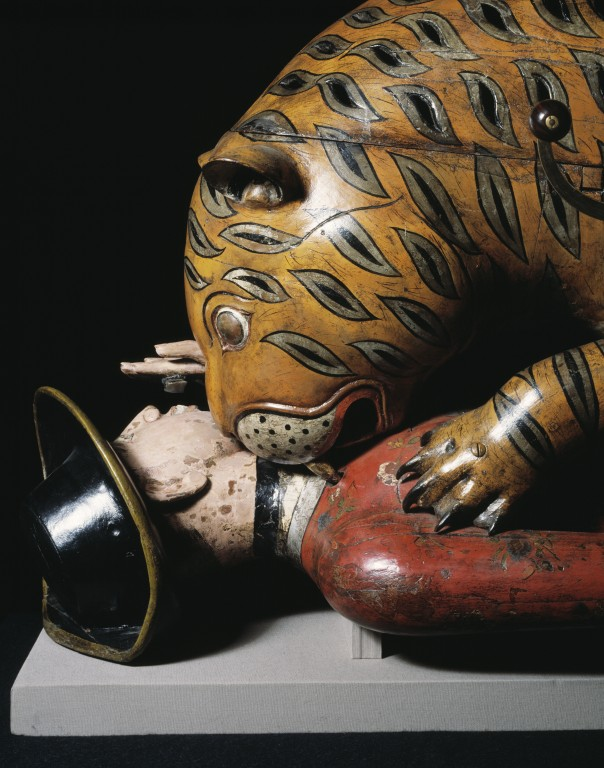
Une autre vue

Le tigre de Tippu ou tigre de Tipu (parfois orthographié tippoo ou tipoo) est un orgue représentant un tigre tuant un soldat Britannique : il symbolise l'espoir de victoire de Tipu sur ses ennemis britanniques. Créé pour le sultan Tipû Sâhib de Mysore en 1790, il est conservé au Victoria and Albert Museum à Londres. Le motif du tigre est souvent vu dans les objets faits pour Tipû, comme son trône. La religion de Tipû était l'Islam, mais le tigre est probablement créé par un artiste dans la tradition des sculptures religieuses hindoues, dans laquelle a été inséré un mécanisme d'orgue probablement créé par des artisans français. 
Le poète Auguste Barbier a décrit le tigre dans son poème Le Joujou du Sultan publiée en 1837,.
Il est au cœur de Londres, en l'un de ses musées, 

Un objet qui souvent occupe mes pensées : 

C'est un tigre de bois, dans ses ongles serrant 

Le rouge mannequin d'un Anglais expirant. 

L'animal a le cou baissé, la gueule ouverte, 

Et des saignantes chairs de l'homme à face verte 

Il paraît assouvir son appétit glouton. 

Puis, pour vous compléter l'horrible illusion. 

Un tourniquet placé sur le flanc de la bête, 

Comme celui d'un orgue à la main qui s'y prête. 

Tantôt fait retentir le joyeux grondement 

De l'animal, tantôt le plaintif râlement 

Du malheureux tombé sous sa griffe cruelle ; 

Et le gardien, qui meut la rauque manivelle. 

Dit : « Voilà le réveil du sultan de Meissour, 

« Le fier Tippou-Saheb ! Aussitôt que le jour 

« Illuminait les cieux de sa lueur divine, 

« Un de ses serviteurs agitait la machine, 

« Et le maître éveillé repaissait ses deux yeux 

« De l'infernal jouet, et le bruit odieux 

« Rallumait sa fureur et remontait sa haine 

« Contre les conquérants de la terre indienne. » 

O barbare instrument d'un atroce plaisir ! 

Affreuse invention, tu ne pouvais sortir 

Que des concepts sanglants d'une tête sauvage! 

C'est bien vrai... cependant on comprend cette rage 

De la part d'un guerrier traqué dans vingt combats 

Par de froids ennemis qu'il ne connaissait pas ; 

On comprend qu'en sa lutte il ait pu souvent dire: 

« Je suis le possesseur d'un magnifique empire, 

« J'ai de vastes palais et de nombreux vassaux, 

« Des armes de grand prix, de superbes chevaux, 

« De l'or, des diamants, à mouvoir à la pelle, 

« Et de rares beautés, dont la noire prunelle, 

« Les lèvres de corail et les seins gracieux 

« Font rêver ici-bas aux voluptés des cieux; 

« Et voila que du bout de la terrestre sphère, 

« D'un petit tas de fange appelé l'Angleterre, 

« Arrivent par la mer, sur les bords indiens, 

« Des milliers de larrons pour me ravir ces biens ; 

« Et je me laisserais voler par cette engeance 

« Sans contre elle invoquer le dieu de la vengeance, 

« Et chercher par le fer, le feu, le plomb mortel, 

« A la précipiter hors du nid paternel! 

« Faut-il n'être plus homme, abdiquer tout courage, 

« Et résigner son cœur, ses bras à l'esclavage, 

« Parce qu'il plaît au luxe insolent et pervers 

« De cent marchands bretons d'asserv'ir l'univers? 

« Non, non, je lutterai tant que la pure haleine 

« De l'air fera courir du sang chaud dans ma veine, 

« Et si le sort un jour doit m'étre décevant, 

« Mes ennemis du moins ne m'auront pas vivant ! » 

Il tint parole ; en roi tombé sur son domaine 

Il mourut, et laissa l'instrument de sa haine 

L'attester même encore aux mains de ses vainqueurs. . . 

Certes le fier Tippou n'avait pas les douceurs 

D'un agneau dans le sang, mais ses blonds adversaires 

Avaient-ils, eux aussi, des sentiments de frères? 

Étaient-ils animés du feu de charité 

Et d'une bonté vraie envers l'humanité, 

Ces Clive, ces Hastings de sinistre mémoire. 

Qui pour mieux assurer sur l'Inde leur victoire. 

Outre le fer de Mars et la main des bourreaux. 

Vilement employaient le mensonge et le faux? 

Que penser des agents de cette Compagnie 

Qui, spéculant sur les aliments de la vie. 

Un jour de sécheresse, hélas ! par millions 

Faisaient périr de faim les populations? 

Par millions ! et Dieu permit que de tels crimes 

Se commissent, laissant ses tonnerres sublimes 

Égarer dans les airs leurs carreaux destructeurs 

Sans redescendre aux fronts de ces affreux tueurs ! 

Par millions ! et c'est ainsi que les empires 

S'élargissent au prix d'innombrables martyres. 

Et des monceaux de morts sont les fondations 

De la prospérité des grandes nations. 

De peuples s'honorant des grâces du baptême. 

Et réclamant, ô Christ, l'avantage suprême 

De propager partout ta sainte et douce loi, 

Et de renouveler l'univers avec toi ! 

O mystère du sort ! ô profondeur terrible 

À tout penseur doué d'un cœur tendre et sensible ! 

Qui pourrait vous sonder? Pour moi, vaste cité, 

O Londres ! quand parfois mon regard attristé 

D'un de tes grands nababs voit s'éclairer la fête. 

Comme auprès de Macbeth la figure défaite 

Du spectre de Banquo, je revois à l'instant 

Le corps fauve et rayé du tigre du sultan; 

J'entends, j'entends soudain son grondement féroce. 

Et, pensant à l'horreur de son repas atroce. 

Je bénis le destin de n'être pas de ceux 

Dont ce raout égayé et le ventre et les yeux; 

Car malgré ses parfums, ses splendeurs, sa richesse. 

Une odeur de corps morts m'y poursuivrait sans cesse. 

Dans ses coupes de verre, au contour ravissant, 

La pourpre des bons vins me paraîtrait du sang. 

Et tous les diamants de ses plus belles femmes 

Me perceraient le cœur de leurs célestes flammes. 